# 고장

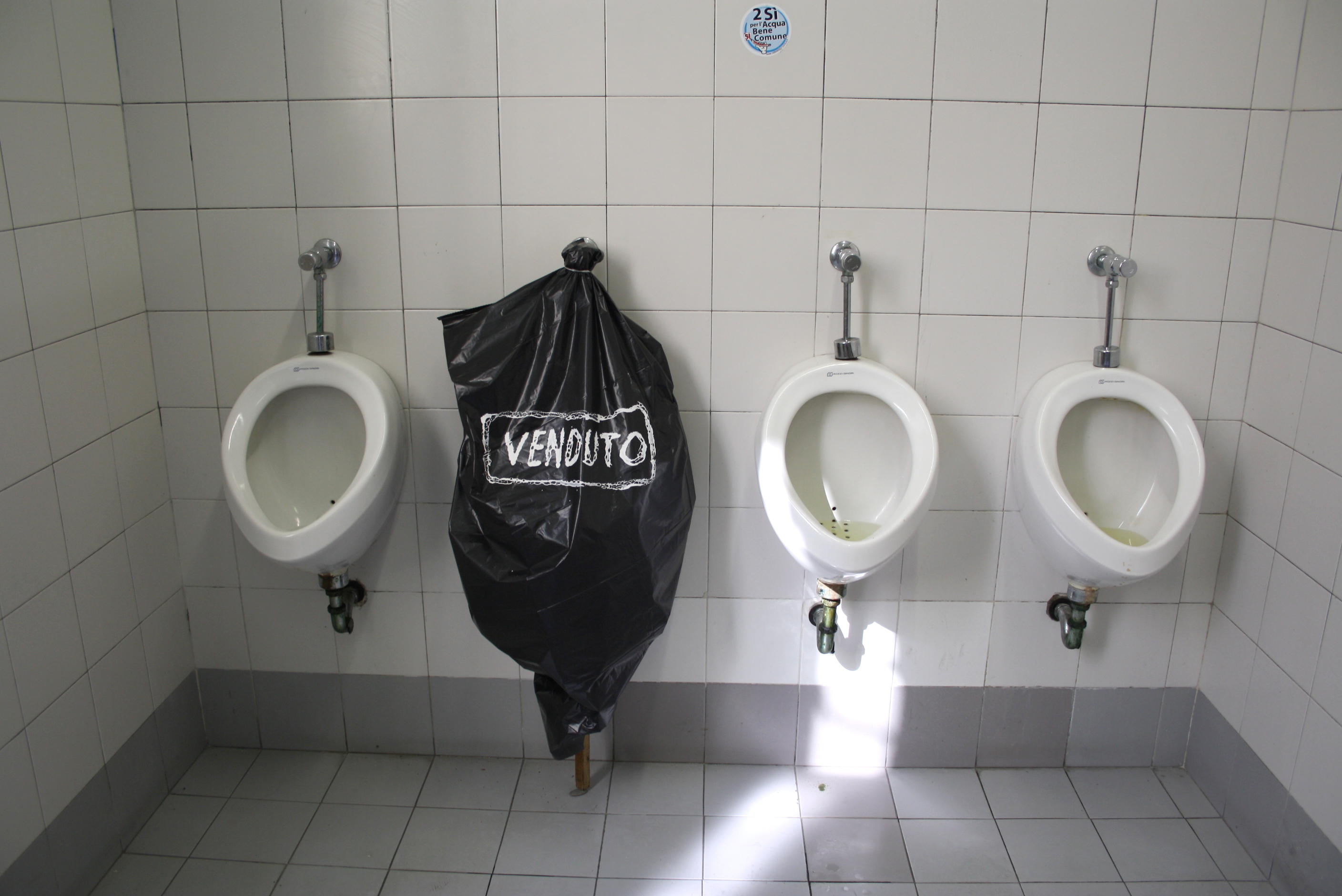
검은비닐에 싸여진 소변기

고장(故障)은 사물의 정상적인 기능이 손상된 상태 혹은 사태의 진행에 지장이 있는 요소를 가리킨다. 기계의 원활한 작동에 문제가 있는 경우에 사용되며, 인간 및 동물 몸에 질병이 있는 경우에 이 단어가 사용될 수도 있다.

## 개요
공업 제품의 범주에서는 부품의 파손 · 오손 등의 문제로 발생할 수 있다. 특히 공장 출하 상태에서 제대로 작동하지 않을 경우 제품의 결함이기 때문에 불량품으로 취급된다. 고장은 생물의 경우 치유하여 회복 할 수 있으며, 기계 및 장비의 경우는 수리하여 정상적인 상태로 복원하여 기능을 회복한다. 이 경우에는 손상된 부품을 정상적인 것으로 교체하거나 윤활을 실시하거나 오손을 제거하기도 한다. 우수한 성적을 낼 것이라고 예상되는 스포츠의 선수 등은 부상을 당하여 경기에 출전 할 수 없는 상태에 있는 경우, 고장이라고 하기도 한다.